# Orquestra Filarmônica de Duisburg
A Orquestra Filarmônica (português brasileiro) ou Filarmónica (português europeu) de Duisburg ou, na sua forma portuguesa, de Duisburgo (em alemão: Duisburger Philharmoniker) é uma orquestra alemã baseada em Duisburg. A orquestra foi fundada em 1877. 

## Maestros
- Walter Josephson (1899 - 1920)
- Paul Scheinpflug (1920 - 1928)
- Eugen Jochum (1930 - 1933)
- Otto Volkmann (1933 - 1944)
- Walter Weller (1971)
- Miltiades Caridis (1975 - 1981)
- Lawrence Foster (1982 - 1987)
- Alexander Lazarew (1988 - 1993)
- Bruno Weil (1994 - 2002)